# Villard-Reculas
Villard-Reculas település Franciaországban, Isère megyében. Lakosainak száma 70 fő (2022. január 1.). Villard-Reculas La Garde, Huez és Oz községekkel határos.

## Népesség
A település népessége az elmúlt években az alábbi módon változott:
| Lakosok száma | 23   | 15   | 52   | 63   | 62   | 57   | 56   | 57   | 58   | 70   |
|               | 1968 | 1982 | 1990 | 2006 | 2013 | 2015 | 2017 | 2019 | 2020 | 2022 |